# Triste presentimento
Triste presentimento è un dipinto eseguito da Gerolamo Induno nel 1862. Si trova nella Pinacoteca di Brera.

## Storia e descrizione
Quest'opera, realizzata tre anni dopo il dipinto romantico Il bacio di Francesco Hayez, ne riporta una copia in un quadretto attaccato alla parete dell'angusta stanza in cui si trova la giovane donna raffigurata; il simbolismo risorgimentale è rimarcato dal piccolo busto in gesso con l'immagine di Giuseppe Garibaldi, posto nella nicchia proprio al centro della composizione, e da una stampa illustrante le Camicie rosse garibaldine che sventolano il tricolore, appesa sull'anta della finestra.
Nel 1871 il pittore ne dipinse una copia, nota come La fidanzata del garibaldino, leggermente diversa per quel che concerne il viso della fanciulla; inoltre in essa non è presente il busto di Garibaldi. La tela è esposta nella sala XXXVIII del museo milanese, proprio accanto al dipinto di Francesco Hayez.